# Таш-Хан
Таш-Хан (крымскотат. Taş Han; Большой Таш-Хан, рус. «Каменный двор») — памятник крымскотатарской архитектуры XV века, караван-сарай, расположенный в городе Белогорске (Крым). Находится в руинах, сохранились только ворота и часть прилегающей к ним стены. Объект культурного наследия народов России федерального значения.

## История и архитектура
Большой, Верхний Таш-Хан, по некоторым источникам, был возведён в XV веке по велению и, возможно, на средства великого визиря из рода Ширинов. Большой Таш-Хан размерами и видом походил на крепость. Периметр его каменных стен, по свидетельству Эвлии Челеби, составлял 400 больших шагов. Стало быть, площадь Таш-Хана достигала 10 000 м². Внутри этого красивого и мощного укрепления с бойницами, двумя железными воротами и четырьмя угловыми сторожевыми вышками, которые в опасные моменты могли быть превращены в оборонительные башни, было расположено на двух этажах 120 комнат для приезжих, колодец с питьевой водой, склады и красивая мечеть без минарета.
Прямоугольное здание Таш-Хана с западной стороны имело массивную арку-въезд, над которой на высоте второго этажа находилось окно прямоугольной формы. Гладкие стены высотой в два этажа были тщательно выложены из камней неправильной формы. Нижний этаж — глухой, но верхний имел бойницы. Толщина стен второго этажа доходила до 150 см. Внутри караван-сарая был обширный двор, по периметру которого располагались в два этажа сводчатые помещения: нижние предназначались для животных, верхние — для жилья.
Неподалёку от Большого Таш-Хана располагался Малый или Нижний Таш-Хан Ширин-бея построенный в XVII веке. Нижний Таш-Хан возведён по плану визирьского рынка, но был значительно меньших размеров.
На его северной стороне, в центре, были ворота в виде арки килевидной формы. На уровне второго этажа располагалось окно с решёткой. Стены были выложены из камней неправильной формы, а углы — тесанными камнями. В стенах второго этажа были бойницы, над северо-восточными и юго-восточными углами возвышались башни, крышу покрывала черепица.
В караван-сарае была сосредоточена значительная часть торговой жизни города и немалая доля всей торговли полуострова. Здесь торговали хлебом, вином, оружием, богатой одеждой, коврами, тканями, посудой, продуктами животноводства. С востока от Таш-Хана располагался авред-базар — невольничий рынок. Товары привозились и развозились многочисленными караванами. Карасубазар (Белогорск) разросся благодаря торговле так что к концу XVI века по численности населения превосходил все города Крымского полуострова, затмив Кефе (Феодосия).